# Santa Maria Maior (Funchal)
Pour les articles homonymes, voir Santa Maria Maior.
Santa Maria Maior est une freguesia portugaise située dans la ville de Funchal, dans la région autonome de Madère.
Avec une superficie de 4,88 km2 et une population de 13 970 habitants (2001), la paroisse possède une densité de 2 862,7 hab/km2.